# Calceolaria spruceana
Calceolaria spruceana är en toffelblomsväxtart som beskrevs av Kränzl.. Calceolaria spruceana ingår i släktet toffelblommor, och familjen toffelblomsväxter. Inga underarter finns listade i Catalogue of Life.